# Aubrey Waterfield
Aubrey William Waterfield (* 24. August 1874 in Holdenhurst, Hampshire; † 14. Juli 1944 in Hampstead, County of London) war ein britischer Maler und Illustrator.

## Leben
Waterfield wurde als jüngster Sohn von Ottiwell Charles Waterfield (1831–1898) und dessen Frau Ada Julia, geborene Candy (1842–1914), geboren. Bekannt ist, dass er um 1881 in Saint Peter Port lebte.

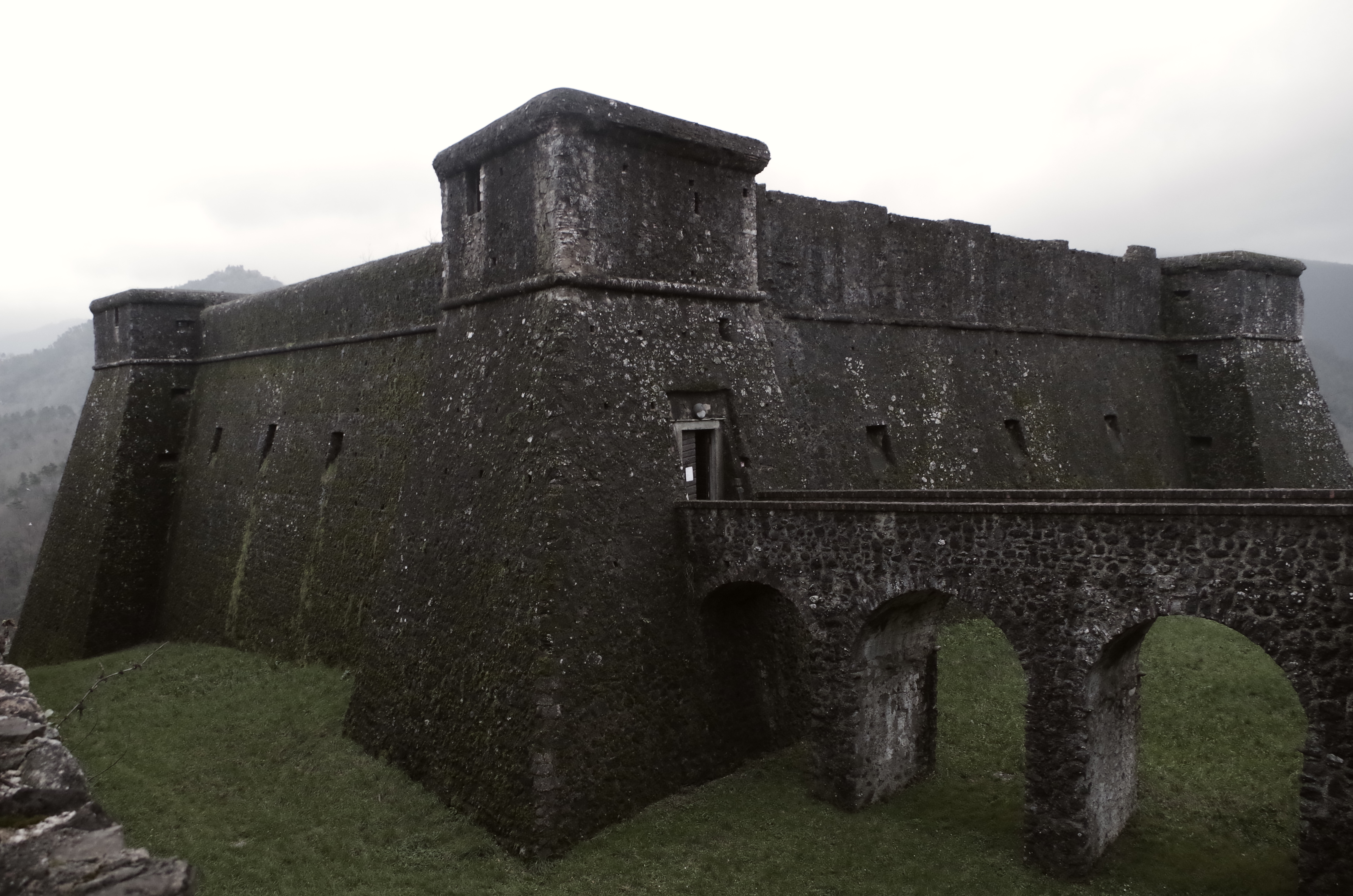
Die Fortezza della Brunella in Aulla

Er heiratete am 1. Juli 1902 in London die Historikerin und Observer-Journalistin Caroline Lucie Isabella Jane Duff Gordon, genannt Lina Duff Gordon (1874–1964), Mitgründerin des British Institute of Florence, die er während seines Studiums in Oxford kennengelernt hatte. Mit ihr hatte er eine Tochter, die Schriftstellerin Kinta Beevor, und zwei Söhne namens Gordon und John. Gordon Waterfield arbeitete für den BBC World Service und war dort unter anderem Leiter des Eastern Service. Ein Enkel von ihm ist der Historiker Antony Beevor.
Waterfield studierte an der Slade School of Fine Art. Er malte um 1900 den Schriftsteller R. C. Trevelyan. Das Bild befindet sich in der National-Trust-Sammlung in der Wallington Hall. Er malte und zeichnete inoffiziell viel für das Imperial War Museum. Sein Cousin Alfred Mond und später auch der Kunsthistoriker und Museumsleiter Campbell Dodgson (1867–1948) empfahlen ihn bei verschiedenen Anlässen für das Museum. Er wiederum empfahl auch Guy Lipscombe und Elliott Seabrooke. Auch wenn das Imperial War Museum ihn offiziell nicht berufen konnte, so bot es ihm dort, wo es ihm möglich war, Unterstützung in Bezug auf Möglichkeiten an, um in Italien zu Malen und zu Zeichnen, und war gleichzeitig an seinen Werken interessiert.
Mit seiner Frau ging er nach Italien, wo er 1920 in Aulla die Fortezza della Brunella zunächst mietete und dann erwarb. Dort schuf er u. a. bedeutende Porträts, Landschafts- und Blumenmotive. Zudem illustrierte er Publikationen seiner Frau. Bereits im Frühjahr 1896 hatte er das Anwesen zum ersten Mal besucht, sieben Jahre später im Rahmen der Flitterwochen nochmals. Nachdem er feststellte, dass während der spanischen Besetzung der Festung Erdgut auf deren Dach verbracht wurde, um den Rückstoß der Kanonen zu dämpfen, beschloss er, einen Garten mit rosenüberdecktem Pavillon darauf anzulegen, wobei er sich vom Royal Pavilion inspirieren ließ. Heute befindet sich in der Fortezza della Brunella das Museo di Storia Naturale della Lunigiana.

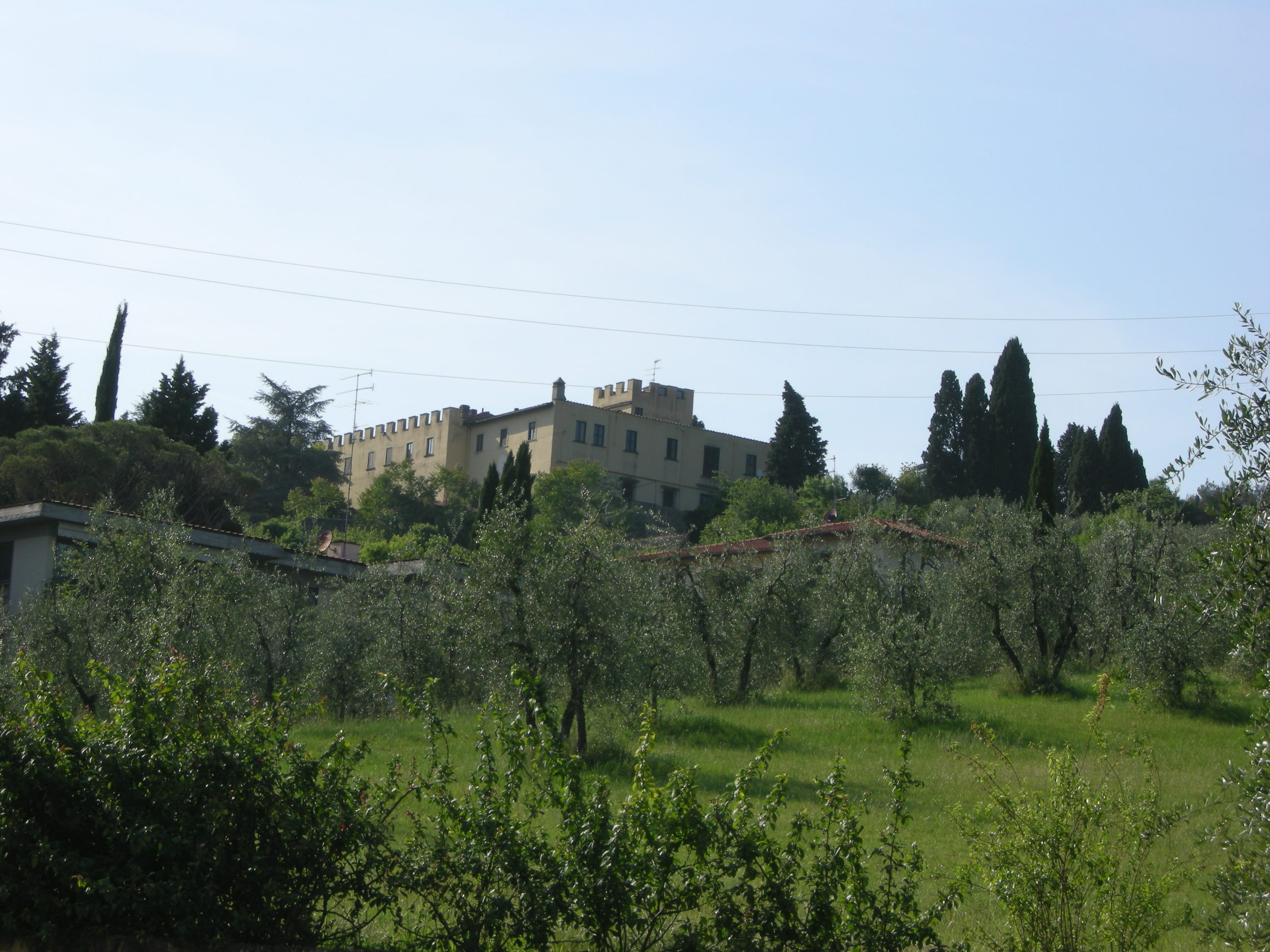
Die Villa di Poggio Gherardo in Florenz

In den späten 1920er Jahren verkauften Aubrey und Lina Waterfield das Anwesen in der Toskana und zogen in die Villa di Poggio Gherardo im Florenzer Stadtteil Coverciano, die Lina von ihrer Stieftante, der Historikerin und Biografin Janet Ross (1842–1927), vor deren Ableben auf Lebenszeit übertragen wurde. Um die Unterhaltskosten für die Villa zu bestreiten, betrieben sie auf dem Anwesen ab 1930 ein Internat für englische Kunstschülerinnen, an dem Waterfield Zeichnen- und Kompositionsunterricht gab. In Unmittelbarer Nachbarschaft befand sich die Villa I Tatti von Bernard Berenson, deren Garten vorwiegend von Cecil Pinsent (1884–1963) gestaltet wurde, während die Waldseite in Richtung Poggio von Waterfield gestaltet wurde.
1940 verlor das Paar den gemeinsamen Sohn John und kehrte nach England zurück. Im Zweiten Weltkrieg war Waterfield als Dolmetscher für italienische Kriegsgefangene tätig, bis ihm dies im fortgeschrittenen Alter zu anstrengend wurde und er sich wieder mehr der Malerei widmete. Werke aus dieser Zeit befinden sich zum Beispiel in der Sammlung des Victoria and Albert Museums. 1944 erkrankte er und starb nach zweiwöchigem Klinikaufenthalt. Bestattet wurde sein Leichnam in Nackington, Kent.
Noch vor seiner Erkrankung organisierte er eine Einzelausstellung, die postum stattfand. Am 25. Oktober 2015 hielt die Kuratorin Viviana Foglianti vom Freundeskreis der Florentiner Museen (Amici dei Musei Fiorentini) in der Accademia "La Colombaria" einen Vortrag mit dem Thema „Aubrey Waterfield (1874–1944), un pittore inglese e due castelli in Toscana“ („… ein englischer Maler und zwei Schlösser in der Toskana“).